# Erwan Le Morhedec
« Koztoujours » redirige ici. Pour les articles homophones, voir Cause toujours ! et Cause toujours... tu m'intéresses !.
Erwan Le Morhedec, également connu sous son pseudonyme Koz (pour koztoujours), est un avocat, blogueur et essayiste français.
Il est également chroniqueur pour l'hebdomadaire La Vie depuis janvier 2018.

## Biographie
Né en 1975 à Saint-Germain-en-Laye, Erwan Le Morhedec est marié à une femme professeur d'histoire-géographie ; le couple a quatre enfants,.

## Blog
Le blog koztoujours est créé en 2005, à la suite de la publication des résultats du référendum français sur le traité établissant une Constitution pour l'Europe. À ses débuts, le blog a une connotation politique. Rapidement, cependant, l'évolution personnelle d'Erwan Le Morhedec, le contexte français et spirituel apportent un changement dans les sujets abordés, l'auteur y exprimant clairement son catholicisme,. Ce blog devient progressivement l'un des plus lus parmi les publications catholiques, avec environ 3 000 visiteurs quotidiens en 2011, et environ six billets publiés par mois, ce qui constitue un total de 1 500 billets, commentés environ 80 000 fois fin 2015.
Le 1er juin 2011, Erwan Le Morhedec, qui n'écrivait jusque-là que sous pseudonyme, révèle son véritable nom.

## Prises de position
Catholique, il se fait remarquer pour ses écrits proches de la position de l'Église, notamment pour la réhabilitation de la mémoire de Pie XII en 2009, la défense des écrits et positions de Benoît XVI[réf. souhaitée] en 2008, mais encore sur l'identification du risque identitaire au sein des catholiques en 2017, ou l'application de la doctrine sociale de l'Église.
En 2010, Erwan Le Morhedec lance, avec Natalia Trouiller, François Miclo, François Taillandier et Virginie Tellenne un « Appel à la vérité », qui rassemble largement dans le monde intellectuel, politique, et journalistique, afin que la vérité soit faite à la fois sur les scandales de pédophilie dans l'Église et sur la lutte engagée par Benoît XVI, pourtant directement attaqué par certains médias.
En 2013, Erwan Le Morhedec prend part à l'opposition à la loi Taubira sur le mariage et l'adoption homosexuelle,, alertant essentiellement sur la modification de la filiation.
En 2014, Erwan Le Morhedec lance avec Philippe de Roux et d'autres signataires un appel, « Au nom de l'humanité, intervenons en Irak ! », dans lequel ils soulignent la nécessité d'intervenir rapidement pour mettre fin aux massacres et avant que l’État Islamique n'acquière de trop fortes positions et ne constitue une base arrière pour frapper l'Europe.
En 2015, Erwan Le Morhedec, en tant qu'avocat des Associations familiales catholiques conjointement avec son associé, assigne le site de rencontre extraconjugales en ligne Gleeden, en arguant notamment du caractère illicite de ses publicités par affichage public au regard du Code civil, et notamment de l'article 212 disposant que « les époux se doivent mutuellement respect, fidélité, secours, assistance » et des règles de la publicité commerciale, interdisant la promotion de comportements antisociaux.
En 2017, il publie Identitaire : le mauvais génie du christianisme, dans lequel il se penche sur l'influence que s'efforcent d'exercer des milieux de droite radicale ou d'extrême droite sur les catholiques français, au travers de l'évocation de thématiques identitaires, et sur le risque que peut représenter une approche de la foi en termes d'identité, : « Notre attention doit être orientée sur notre capacité à produire des fruits plutôt que de revendiquer des racines. »
En 2022, il publie Fin de vie en République : avant d'éteindre la lumière, un essai dans lequel il examine le débat sur la fin de vie et la légalisation de l'euthanasie au prisme de la devise républicaine - liberté, égalité, fraternité. Dans une tribune, il souligne que l'euthanasie est majoritairement pratiquée à l'égard de personnes âgées, citant François Mitterrand : « Je suis bien sûr pour que l’on aide à mourir, mais le jour où une loi donnera à un médecin le droit d’abréger la vie, nous entrerons dans une forme de barbarie, parce que vous serez très nombreux, très vieux, plus tard et que la société n’est pas bonne. On fera pression sur des personnes âgées pour qu’elles aient l’élégance de demander la mort et de ne pas peser. ».

## Publications
- Collectif et Erwan Le Morhedec, La Vie, Faut-il avoir peur ?, EDI8, 2011, 297 p. (ISBN 978-2-7509-0736-5, lire en ligne), p. 85
- Erwan Le Morhedec, Ça ira mieux demain, Paris, Éditions du Cerf, coll. « Actualité », 2015, 304 p. (ISBN 978-2-204-10570-5)[18]
- Erwan Le Morhedec, Identitaires : Le mauvais génie du christianisme, Paris, Éditions du Cerf, coll. « Actualité », janvier 2017, 168 p. (ISBN 978-2-204-10930-7)
- Erwan Le Morhedec, Fin de vie en République : avant d'éteindre la lumière, Paris, Éditions du Cerf, coll. « Actualité », janvier 2022, 206 p. (ISBN 978-2-204-14744-6)